# روحی ساری
روحی ساری (ترکی استانبولی: Ruhi Sarı؛ زادهٔ ۱۸ مهٔ ۱۹۷۲) هنرپیشه اهل ترکیه است.
از فیلم‌ها یا برنامه‌های تلویزیونی که وی در آن نقش داشته‌است می‌توان به برای عشق و افتخار اشاره کرد.